# Terence Brady
Terence John Gerard Brady (ur. 19 kwietnia 1947 w Sydney) – australijski duchowny rzymskokatolicki, w latach 2007-2022 biskup pomocniczy archidiecezji Sydney.

## Życiorys
Święcenia kapłańskie przyjął w wieku 36 lat, w swojej rodzinnej archidiecezji Sydney, w dniu 20 sierpnia 1983 roku. Udzielił mu ich kardynał Edward Bede Clancy, ówczesny arcybiskup metropolita Sydney. Pracował w parafiach archidiecezji, m.in. w Harris Park i Kingsgrove.
4 października 2007 papież Benedykt XVI mianował go biskupem pomocniczym Sydney, ze stolicą tytularną Talaptula. Sakry udzielił mu w miejscowej katedrze 16 listopada 2007 kardynał George Pell. 9 czerwca 2009 został mianowany administratorem apostolskim diecezji Wilcannia-Forbes, jednak w dniu 30 grudnia 2010 zrezygnował z tego stanowiska i powrócił do swoich obowiązków w Sydney.
10 października 2022 papież Franciszek przyjął jego rezygnację z funkcji biskupa pomocniczego archidiecezji Sydney.